# Armiche
Armiche foi o último monarca bimbache da ilha de El Hierro, após a conquista desta ilha pelos castelhanos no século XV.
Tal como outros chefes indígenas desta ilha, pouco se conhece de Armiche. Na época em que El Hierro foi conquistada, em fins de 1405, a ilha era governada como um único território por Armiche. A população da ilha encontrava-se então já dizimada pelas incursões europeias de captura de escravos.
Armiche apresentou forte resistência à conquista, mas acabou por ser capturado e escravizado pelos conquistadores.